# الطريق الأوروبي E10
الطريق الأوروبي E10 هو ثاني أقصر طريق من الفئة A وهو جزء من شبكة الطرق الأوروبية الدولية. يبدأ في Å، النرويج وينتهي في لوليو بالسويد. يبلغ طول الطريق حوالي 850 كم (530 ميل).